# Gomelski Cup 2017
De Gomelski Cup 2017 was een basketbaltoernooi in Europa dat in Moskou tussen 27 september 2017 en 28 september 2017 werd gehouden. Vier topteams uit de EuroLeague Men namen deel aan dit toernooi: CSKA Moskou, Chimki Oblast Moskou, Panathinaikos en Darüşşafaka SK. Chimki won het goud.
|  | halve finale (27 september) | halve finale (27 september) |    |               | finale (28 september) | finale (28 september) |
|  |                             |                             |    |               |                       |                       |
|  |                             |                             |    |               |                       |                       |
|  | Chimki Oblast Moskou        | 73                          |    |               |                       |                       |
|  | Panathinaikos               | 70                          |    |               |                       |                       |
|  |                             |                             |    |               |                       |                       |
|  |                             |                             |    |               |                       |                       |
|  |                             |                             |    |               | Chimki Oblast Moskou  | 84                    |
|  |                             | CSKA Moskou                 | 77 |               |                       |                       |
|  |                             |                             |    |               |                       |                       |
|  |                             |                             |    |               | Derde plaats          |                       |
|  |                             |                             |    |               |                       |                       |
|  | CSKA Moskou                 | 81                          |    | Panathinaikos | 75                    |                       |
|  | Darüşşafaka SK              | 75                          |    |               | Darüşşafaka SK        | 78                    |

## Eindklassering
| #      | Land                 |
| ------ | -------------------- |
| Goud   | Chimki Oblast Moskou |
| Zilver | CSKA Moskou          |
| Brons  | Darüşşafaka SK       |
| 4      | Panathinaikos        |

2008 · 2009 · 2010 · 2011 · 2012 · 2013 · 2014 · 2015 · 2016 · 2017 · 2018 · 2019 · 2020